# Pasola
Le Pasola est une compétition de combat à la lance à cheval, propre à l'ouest de l'île de Sumba, en Indonésie. 

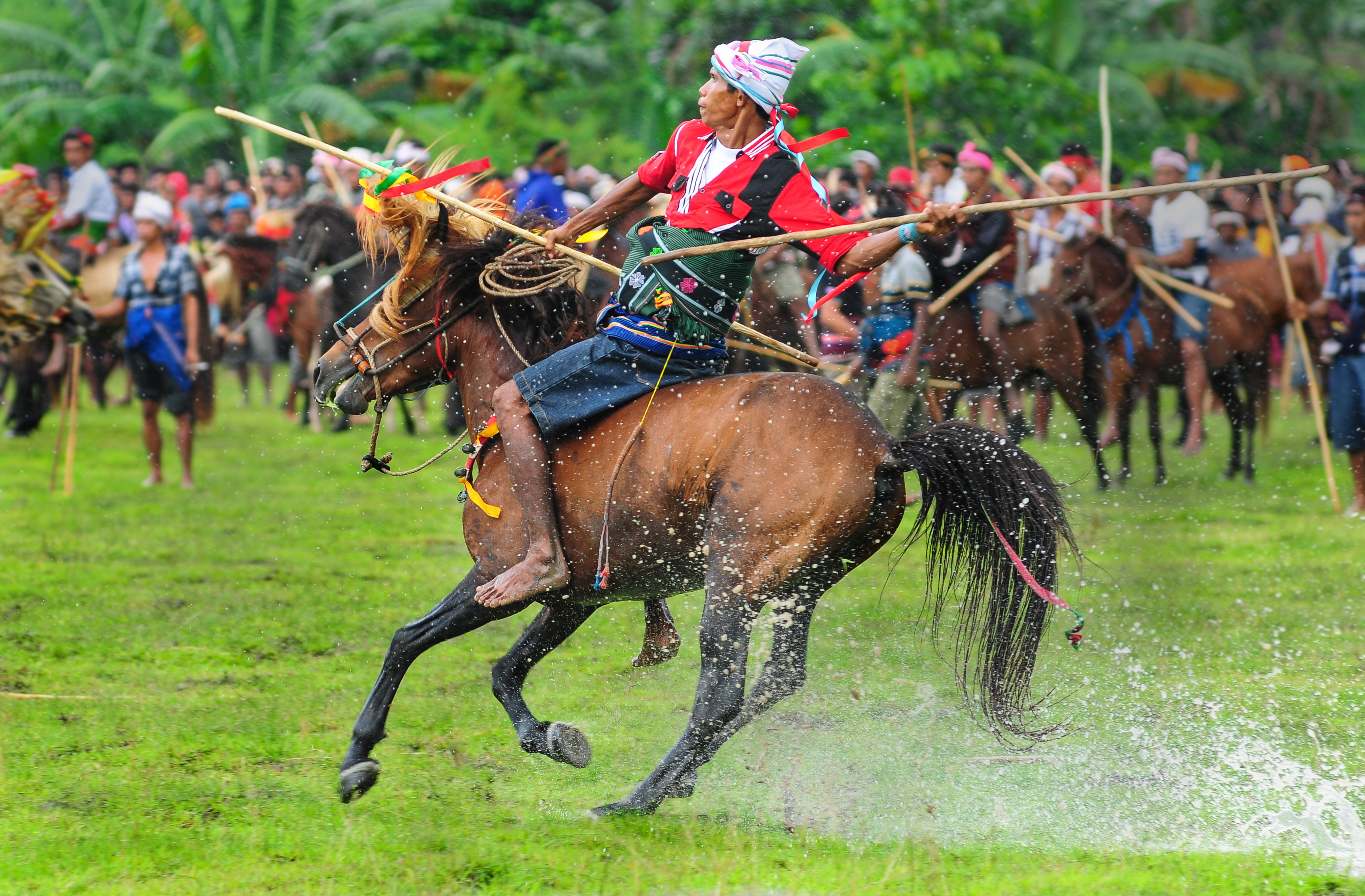
Match de Pasola

Il se joue en lançant des lances de bois à l'adversaire, tout en montant à cheval, lors de la célébration de la saison de plantation du riz. Le mot pasola signifie lance dans la langue locale, et dérive du sanscrit sula. Selon la légende, le Pasola viendrait d'une femme du village de Waiwuang. Lorsque son mari - un dirigeant local - a quitté la maison pendant une période prolongée, elle l'a cru mort et s'est enfuie avec un nouvel amant d'un autre village. Après le retour de son mari, la femme a choisi de rester avec son nouvel amant, et tous deux se sont mariés. Pour oublier la tristesse de leur chef, les habitants de Waiwuang ont organisé le festival de Pasola. À l'origine, les participants montaient à cheval et se lançaient des lances pour tenter de répandre du sang sur le sol, afin de remercier les ancêtres pour une récolte réussie et d'assurer une autre récolte de riz prospère. Le rituel s'est transformé au fil du temps en une bataille simulée. Les pointes de la lance sont maintenant émoussées, et leurs pointes métalliques retirées. Alors qu'il était autrefois considéré comme un honneur de mourir pendant la Pasola, seuls des décès accidentels se produisent parfois de nos jours. Le sang des humains et des chevaux qui inondait le champ provient désormais uniquement de porcs, de chiens et de poulets sacrifiés. Des policiers armés sont missionnés pour éviter que des bagarres n'éclatent. À partir des années 2010, le Pasola a été promu comme un « divertissement » pour les touristes. L'événement commence traditionnellement lorsqu'un certain type de ver marin nage vers le rivage, signifiant la fin de la saison des pluies et le début des semis. Désormais, les anciens décident de la date à l'avance pour le confort des touristes. Le Pasola a toujours lieu pendant quatre semaines, en février et mars.